# Suria
Suria (oficialmente y en catalán, Súria), es un municipio de la comarca del Bages, en la provincia de Barcelona, en Cataluña (España).

## Geografía
Se sitúa a 15 km de Manresa, capital de la comarca, en el valle del Cardener, que atraviesa la población, separando a un lado el popular barrio de Salipota y al otro, la parte más antigua del pueblo, situada bajo el promontorio en el que se localiza el Poble Vell, edificado alrededor de un castillo en un espacio estrecho y amurallado, conserva toda la fisonomía medieval de calles estrechas, arcadas y porches.
Accidentado por los contrafuertes de las sierras de Castelltallat (601 m s. n. m.), al oeste, y de Castelladral (515 m s. n. m.), al norte. También drenan el término el torrente de Coaner, afluente del Cardener por la derecha, y las rieras de Tordell y  Hortons, afluentes por la izquierda.

## Etimología
(I) "... In vniuersam Hispaniã M. Varro peruenisse Iberos & Persas,& Phoenicas, Celtasque, Poenos tradit...
... M. Varro refiere que a toda España llegaron iberos, persas, fenicios, celtas y púnicos...".
En el Dictionary Englis-Persian los términos brackish salt [el traductor da sal salobre], en persa es traducido como *shúr. Indudablemente, la explotación de sal del lugar ha de venir de tiempos muy antiguos, no en vano M. T. Varro vivió entre los siglos II-I a. C. (II)
De (I) a (II) datos del ensayo Vástagos de Hércules I (pendiente de edición).

## Historia
Su nombre podría proceder del topónimo romano Sorisa, que quiere decir blanco. Se llamaba así por sus numerosa minas de sal.
Los orígenes del núcleo urbano de Súria hay que buscarlos en el final de la época medieval, aunque no fue hasta finales del siglo XVII y XVIII cuando experimentó su mayor crecimiento, convirtiéndose en una villa fortificada aprovechando su enclave natural.
El Poble Vell se halla encaramado en una colina sobre la que destaca el castillo con su torre del homenaje, de estilo románico, que data del siglo X y la iglesia del Roser, antiguamente llamada de San Cristóbal, con un ábside y un campanario del siglo XI.
En 1932 fue uno de los principales centros del levantamiento del alto Llobregat, manteniéndose el pueblo aislado durante cuatro días, después de la proclamación del comunismo libertario.

## Núcleos de población
Suria está formado por dos núcleos o entidades de población. 
Lista de población por entidades:
| Entidad de población | Habitantes (2022) |
| -------------------- | ----------------- |
| Fusteret, El         | 58                |
| Suria                | 5863              |

Algunos de los barrios, que se pueden encontrar en Suria, son: Joncarets, el Rastells, el "Poble Vell" (Pueblo Viejo en castellano), Salipota, la Colonia, Bellavista i Sant Jaume.

## Demografía
Suria cuenta con una población de 6090 habitantes (INE 2024).
| Gráfica de evolución demográfica de Suria entre 1842 y 2021                                                           |
| |
| Población de derecho según los censos de población del INE. Población de hecho según los censos de población del INE. |

## Comunicaciones
- Carretera C-55, por la que se comunica Suria con Cardona, Solsona, Manresa (15 km) y Barcelona. Conexión con autobús con estas ciudades.
- Carretera BP-4313 de Moyá a Calaf. Comunica a Suria con Balsareny.
- Carretera B-423 de Suria a Llinás del Vallés. Comunica a Suria con Castelladral.

## Economía
Después de la crisis de la filoxera, la industria textil (hilaturas de algodón) tomó el relevo desde mediados del siglo XIX, con una notable inmigración procedente de las zonas rurales y montañosas vecinas. Pero el factor más importante de incremento demográfico fue el descubrimiento en 1912 de los yacimientos de sales potásicas (silvinita y carnalita) que transformaron la fisonomía física, humana y social de Suria. La explotación por parte de la empresa belga Solvay se consolidó entre 1918 y 1925, convirtiéndose en la principal actividad económica del pueblo. Fue construida una línea de tren exclusiva para el transporte del mineral entre Suria y Manresa. La minería, junto con el textil, fue polo de atracción de muchos emigrantes, fundamentalmente andaluces, que a partir de los años 1960 se asentaron en los nuevos barrios obreros de Santa María, Rastells y Salipota.

## Símbolos

### Escudo
El escudo de Suria se define por el siguiente blasón: Escudo embaldosado: de argén, una palmera de sinople saliente del superior de 3 chevrones de sable. Por timbre una corona mural de villa.
Fue aprobado el 8 de mayo de 1990. La palmera es el atributo de san Cristóbal, patrón de la villa, y los tres chevrones simbolizan el lugar llamado el Mig-món, terreno excavado por el Cardener al noroeste de la población, que hizo aflorar la falla de Suria y puso al descubierto el yeso y la sal potásica del subsuelo, recursos aún hoy día muy importantes para la economía del municipio.

### Bandera
La bandera de Suria es una bandera apaisada de proporciones dos de alto por tres de largo, blanca, con tres chevrones negros mirando hacia arriba, cada uno de ancho 1/6 de la altura del paño, y separados entre sí por 1/12 de la altura del mismo. El primer chevrón nace del tercio inferior del paño y la punta acaba a una distancia de 1/9 de la parte superior del paño.
Fue aprobado el 29 de noviembre de 1991. Al igual que en el escudo, los tres chevrones simbolizan el lugar llamado Mig-món.

## Administración
| Periodo   | Nombre                 | Partido         |
| --------- | ---------------------- | --------------- |
| 1979-1983 | Mateu Castellà         | G.I. Súria      |
| 1983-1987 | Mateu Castellà         | G.I. Súria      |
| 1987-1991 | Miquel Reguant         | GAMS            |
| 1991-1995 | Jaume Ros              | G.I. Súria      |
| 1995-1999 | Antoni Julián Ribera   | PSC i ERC       |
| 1999-2003 | Antoni Julián Ribera   | PSC             |
| 2003-2007 | Antoni Julián Ribera   | PSC i ERC       |
| 2007-2011 | Antoni Julián Ribera   | PSC i ERC i GPS |
| 2011-2015 | Josep Maria Canudas    | CIU i ERC i AIS |
| 2015-2019 | Josep Maria Canudas    | CIU i ERC i AIS |
| 2019-2023 | Albert Coberó Aymerich | PSC-CP i GIIS   |
| 2023-act. | Albert Coberó Aymerich | PSC-CP          |

## Fiestas
- 20 de enero: Fiesta de San Sebastián
- Domingo de Pascua: Caramellas
- 2º Fin de semana de julio: Fiesta Mayor
- Noviembre: Feria Medieval de Oficios